# 우젠마쓰오카역
우젠마쓰오카역(일본어: 羽前松岡駅)은 일본 야마가타현 니시오키타마군 오구니 정에 위치한 동일본 여객철도 요네사카 선의 철도역이다. 단선 승강장 1면 1선의 구조를 갖춘 지상역이다.

## 이용 현황
| 승차 인원 추이 | 승차 인원 추이 |
| 연도           | 1일 평균       |
| -------------- | -------------- |
| 2000           | 15             |
| 2001           | 13             |
| 2002           | 10             |
| 2003           | 7              |
| 2004           | 8              |

## 역 주변
- 국도 제113호선

## 역사
- 1935년 10월 30일 : 요네사카토 선 우젠누마자와 - 오구니 간 개통과 함께 개업.
- 1987년 4월 1일 : 일본국유철도 분할 민영화에 의해, 동일본 여객철도가 승계.

## 인접 역
| 동일본 여객철도 요네사카 선 | 동일본 여객철도 요네사카 선 | 동일본 여객철도 요네사카 선 |
| --------------------------- | --------------------------- | --------------------------- |
| 이사료 요네자와 방면        | ■ 요네사카 선               | 오구니 사카마치 방면        |